# Матулис, Юозас Юозович
Юо́зас Мату́лис (лит. Juozas Matulis, 7 (19) марта 1899, Татконис, совр. Купишкский район — 25 июня 1993, Вильнюс) — советский и литовский физикохимик, основатель национальной электрохимической школы, президент Литовской академии наук в 1946—1984 годах. Специалист в области электрохимии, фотохимии, осаждения металлов.

## Биография
В 1914—1917 годах учился в гимназии в Либаве, в 1924 году закончил вечернюю профсоюзную школу в Каунасе и поступил на технический факультет Литовского университета. В 1925 году перевёлся на химическое отделение факультета математических наук и естествознания, тогда же вступил в молодёжную организацию Литовской социал-демократической партии. В 1928 году принят в университет на должность младшего лаборанта, в 1929 году окончил университет. С 1930 года — главный ассистент кафедры химии Каунасского университета. В 1931—1933 годах стажировался в Лейпцигском университете, в 1934 году получил степень доктора химических наук. С 1936 года — доцент, с 1940 года — декан факультета математических наук и естествознания Вильнюсского университета. В 1941 году избран академиком АН Литовской ССР, с 1946 по 1984 год занимал пост её президента, с 1956 года — директор Института химии и химической технологии АН Литовской ССР. С 1950 года — член Коммунистической партии Литвы.
В 1946 году избран членом-корреспондентом Академии наук СССР. В 1947—1963 годах — депутат Верховного совета Литовской ССР, в 1959—1963 годах — заместитель его председателя. В 1950—1984 годах — депутат Верховного совета СССР 3 (Совет Союза), 4 (Совет Национальностей), 5 (Совет Союза), 6 (Совет Союза), 7 (Совет Союза), 8 (Совет Союза), 9 (Совет Национальностей), 10 (Совет Национальностей) созывов. С 1965 года — Герой Социалистического Труда. В 1963—1971 годах — главный редактор «Малой литовской советской энциклопедии».
Осуществил 59 научных открытий в области фотохимии, электрохимии, исследовании скорости протекания химических реакций, разработке научных основ технологии покрытий с заданными свойствами. Автор более 200 учебников, монографий и научных статей, в том числе фундаментального курса коллоидной химии (изд. 1947, Каунас) и руководства по физической химии (изд. 1948, Каунас).
Сын — физик Альгирдас Матулис.

## Награды
- Герой Социалистического Труда (01.10.1965)
- 5 орденов Ленина (20.07.1950; 05.04.1958; 01.10.1965; 18.03.1969; 16.03.1979)
- 4 ордена Трудового Красного Знамени (08.04.1947; 19.07.1948; 19.09.1953; 17.09.1975)
- орден Дружбы народов (16.03.1984)
- медали